# Musée Carlo Bilotti
Pour la femme politique italienne, voir Anna Bilotti.
Le musée Carlo Bilotti (en italien : Museo Carlo Bilotti) est situé à l'orangerie de la villa Borghèse, Viale Fiorello La Guardia à Rome, en Italie. Il s'agit d'un musée d'art contemporain appartenant à la ville de Rome qui fait partie du projet Parc des musées de la villa Borghese.
Le musée présente des peintures, sculptures et aquarelles de la collection donnée par l'entrepreneur et collectionneur italo-américain Carlo Bilotti, notamment des œuvres de Giorgio De Chirico, des peintures de Gino Severini, Andy Warhol et Larry Rivers ainsi qu'une sculpture de Giacomo Manzù. Le musée est également aménagé afin de présenter des expositions temporaires.

## Bâtiment
L’édifice était déjà présent avant les travaux du cardinal Scipione Borghese au XVIIe siècle. En 1650, Manilli décrivait l’Orangerie comme un bâtiment sur deux niveaux avec une petite tour, des galeries couvertes, une cour carrée décorée de peintures représentant des figures et des paysages et, au centre de la cour, une fontaine en forme de vaisseau. Par la suite, en plus de celle qui a été effectuée sous le cardinal Borghese, l’édifice a connu plusieurs modifications et a totalement perdu son aspect originaire. À la fin du XVIIIe siècle, il fut agrandi et décoré, à la demande de Marcantonio IV Borghese, en parallèle de l’aménagement du “Jardin du Lac” adjacent. L’édifice fut alors utilisé pour des fêtes et évènements mondains, et était dénommé le “Pavillon des jeux d’eau” (Casino dei giuochi d'acqua), en raison de la présence de fontaines et de nymphées de style baroque.
Vers 1776, de nombreux artistes, parmi lesquels Cristoforo Unterperger et Giuseppe Cades, ont décoré à fresque les murs intérieurs. Fut aussi construit une pergola avec des arbres à agrumes.
En 1849, le bâtiment fut détruit durant la bataille de la République romaine ; une lithographie postérieure à la destruction de l’édifice montre qu’il ne restait que de maigres restes des salles décorées à fresque. Il fut alors reconstruit avec une forme un peu différente et sans décoration, afin d’accueillir les arbres à agrumes pendant l’hiver, fonction qui lui vaut son nom actuel. En 1903, quand la Villa Borghese est entrée en possession de la ville de Rome, il a servi de bureaux et d’habitations ; jusqu’en 1982, il fut le siège d’un institut religieux et de bureaux de la commune. L'édifice a finalement été restauré et l’extérieur fut peint en rouge pour y créer un musée consacré à Carlo Bilotti.

## Collections
Le musée présente 22 œuvres dont 18 de Giorgio De Chirico : 17 sont exposées dans le musée et la sculpture Hector et Andromaque est à l’extérieur du musée.
Par ailleurs, il présente : 
- le portrait Tina et Lisa Bilotti d'Andy Warhol (1981)
- Carlo avec Dubuffet sur le fond, de Larry Rivers (1994)
- L’été, de Gino Severini (1951)
- Grand Cardinal, une sculpture en bronze de Giacomo Manzù, à l’extérieur[1].

## Source de la traduction
- (it) Cet article est partiellement ou en totalité issu de l’article de Wikipédia en italien intitulé « Museo Carlo Bilotti » (voir la liste des auteurs).